# Росеново (Добричская область)
Росеново (болг. Росеново) — село в Болгарии. Находится в Добричской области, входит в общину Добричка. Население составляет 284 человека.

## Политическая ситуация
В местном кметстве Росеново, в состав которого входит Росеново, должность кмета (старосты) исполняет Ивилина Иванова Маринова (Болгарская социалистическая партия (БСП)) по результатам выборов правления кметства.
Кмет (мэр) общины Добричка — Петко Йорданов Петков (Болгарская социалистическая партия (БСП)) по результатам выборов в правление общины.